# Bunuri mobile din domeniul numismatică clasate în patrimoniul cultural național al României aflate în județul Sălaj
Acestă listă conține bunurile mobile din domeniul numismatică clasate în Patrimoniul cultural național al României aflate la momentul clasării în județul Sălaj.

## Tezaur
| Foto | Informații generale | Detalii tehnice                                                                                          | Descriere | Deținător                                 | Legături |
| ---- | ------------------- | --- | --- | ----------------------------------------- | -------- |
|      | Drahmă              | Datare: 100 - 90 a.Chr. Școală: Dyrrhachium Descoperit: jud. SĂLAJ, ȘIMLEU SILVANIEI, Cehei Material: AR | Descriere avers: Vacă alăptând vițel, spre dreapta; torță orizontală sus; spic în câmp dreapta. Descriere revers: Pătrat cu dublu motiv floral. Descriere exergă: Ciorchine de struguri Legendă revers: ΔΥΡ – BOI – KH – NOΣ | Muzeul Județean de Istorie și Artă, Zalău | Cimec    |
|      | Drahmă              | Datare: 100 - 90 a.Chr. Școală: Dyrrhachium Descoperit: jud. SĂLAJ, ȘIMLEU SILVANIEI, Cehei Material: AR | Descriere avers: Vacă alăptând vițel, spre dreapta; spic în câmp dreapta. Descriere revers: Pătrat cu dublu motiv floral. Descriere exergă: Ciorchine de struguri Legendă revers: ΔΥΡ – ΔA – M"H" – "NOΣ"                    | Muzeul Județean de Istorie și Artă, Zalău | Cimec    |
|      | Drahmă              | Datare: 100 - 90 a.Chr. Școală: Dyrrhachium Descoperit: jud. SĂLAJ, ȘIMLEU SILVANIEI, Cehei Material: AR | Descriere avers: Vacă alăptând vițel, spre dreapta; spic în câmp dreapta. Descriere revers: Pătrat cu dublu motiv floral. Descriere exergă: Ciorchine de struguri Legendă revers: ΔΥΡ – "Δ"A – MH – "NOΣ"                    | Muzeul Județean de Istorie și Artă, Zalău | Cimec    |
|      | Drahmă              | Datare: 100 - 90 a.Chr. Școală: Dyrrhachium Descoperit: jud. SĂLAJ, ȘIMLEU SILVANIEI, Cehei Material: AR | Descriere avers: Vacă alăptând vițel, spre dreapta; sus un corb spre dreapta. Descriere revers: Pătrat cu dublu motiv floral. Legendă revers: ΔΥ"Ρ" – "Δ"IO – NY – ΣIOY                                                      | Muzeul Județean de Istorie și Artă, Zalău | Cimec    |
|      | Drahmă              | Datare: 100 - 90 a.Chr. Școală: Dyrrhachium Descoperit: jud. SĂLAJ, ȘIMLEU SILVANIEI, Cehei Material: AR | Descriere avers: Vacă alăptând vițel, spre dreapta; sus Nike cu cunună în zbor spre dreapta. Descriere revers: Pătrat cu dublu motiv floral. Descriere exergă: Trăznet Legendă revers: ΔΥΡ – KAΛ – ΛΩ – NOΣ                  | Muzeul Județean de Istorie și Artă, Zalău | Cimec    |
|      | Drahmă              | Datare: 100 - 90 a.Chr. Școală: Dyrrhachium Descoperit: jud. SĂLAJ, ȘIMLEU SILVANIEI, Cehei Material: AR | Descriere avers: Vacă alăptând vițel, spre dreapta; sus bonetele dioscurilor, în câmp stânga spic, în câmp dreapta o torță. Descriere revers: Pătrat cu dublu motiv floral. Legendă revers: ΔΥΡ – ΦIΛ – ΛI – A               | Muzeul Județean de Istorie și Artă, Zalău | Cimec    |
|      | Drahmă              | Datare: 100 - 90 a.Chr. Școală: Dyrrhachium Descoperit: jud. SĂLAJ, ȘIMLEU SILVANIEI, Cehei Material: AR | Descriere avers: Vacă alăptând vițel, spre dreapta; sus vultur. Descriere revers: Pătrat cu dublu motiv floral. Descriere exergă: Ogar alergând spre dreapta. Legendă revers: ΔΥΡ – ΦIΛO – ΔA – MOY                          | Muzeul Județean de Istorie și Artă, Zalău | Cimec    |
|      | Drahmă              | Datare: 100 - 90 a.Chr. Școală: Dyrrhachium Descoperit: jud. SĂLAJ, ȘIMLEU SILVANIEI, Cehei Material: AR | Descriere avers: Vacă alăptând vițel, spre dreapta; sus vultur, în dreapta tolbă. Descriere revers: Pătrat cu dublu motiv floral. Legendă revers: "ΔΥΡ" – XAPO – ΠI – NO"Y"                                                  | Muzeul Județean de Istorie și Artă, Zalău | Cimec    |
|      | Drahmă              | Datare: 100 - 90 a.Chr. Școală: Dyrrhachium Descoperit: jud. SĂLAJ, ȘIMLEU SILVANIEI, Cehei Material: AR | Descriere avers: Vacă alăptând vițel, spre dreapta. Descriere revers: Pătrat cu dublu motiv floral. Descriere exergă: Trăznet Legendă revers: ΔΥΡ – API – MH – NOΣ                                                           | Muzeul Județean de Istorie și Artă, Zalău | Cimec    |
|      | Drahmă              | Datare: 100 - 90 a.Chr. Școală: Dyrrhachium Descoperit: jud. SĂLAJ, ȘIMLEU SILVANIEI, Cehei Material: AR | Descriere avers: Vacă alăptând vițel, spre dreapta; spic în câmp dreapta. Descriere revers: Pătrat cu dublu motiv floral. Descriere exergă: Ciorchine de struguri Legendă revers: ΔΥΡ – ΔA – ΣTH – NOΣ                       | Muzeul Județean de Istorie și Artă, Zalău | Cimec    |
|      | Drahmă              | Datare: 100 - 90 a.Chr. Școală: Dyrrhachium Descoperit: jud. SĂLAJ, ȘIMLEU SILVANIEI, Cehei Material: AR | Descriere avers: Vacă alăptând vițel, spre dreapta; spic în câmp dreapta. Descriere revers: Pătrat cu dublu motiv floral. Descriere exergă: Ciorchine de struguri Legendă revers: ΔΥΡ – Δ"A" – "MH" – NOΣ                    | Muzeul Județean de Istorie și Artă, Zalău | Cimec    |
|      | Drahmă              | Datare: 100 - 90 a.Chr. Școală: Dyrrhachium Descoperit: jud. SĂLAJ, ȘIMLEU SILVANIEI, Cehei Material: AR | Descriere avers: Vacă alăptând vițel, spre dreapta; sus capul lui Helios. Descriere revers: Pătrat cu dublu motiv floral. Legendă revers: ΔΥΡ – ME – NI – ΣKOY                                                               | Muzeul Județean de Istorie și Artă, Zalău | Cimec    |
|      | Drahmă              | Datare: 100 - 90 a.Chr. Școală: Dyrrhachium Descoperit: jud. SĂLAJ, ȘIMLEU SILVANIEI, Cehei Material: AR | Descriere avers: Vacă alăptând vițel, spre dreapta; spic în câmp dreapta. Descriere revers: Pătrat cu dublu motiv floral. Descriere exergă: Ciorchine de struguri Legendă revers: ΔΥΡ – ΔA – "M"H – NOΣ                      | Muzeul Județean de Istorie și Artă, Zalău | Cimec    |
|      | Drahmă              | Datare: 100 - 90 a.Chr. Școală: Dyrrhachium Descoperit: jud. SĂLAJ, ȘIMLEU SILVANIEI, Cehei Material: AR | Descriere avers: Vacă alăptând vițel, spre dreapta; sus coroană, în câmp dreapta trepied. Descriere revers: Pătrat cu dublu motiv floral. Descriere exergă: Monogramă Legendă revers: ΔΥΡ – KΛEI – TOPI – "OY"               | Muzeul Județean de Istorie și Artă, Zalău | Cimec    |
|      | Drahmă              | Datare: 100 - 90 a.Chr. Școală: Dyrrhachium Descoperit: jud. SĂLAJ, ȘIMLEU SILVANIEI, Cehei Material: AR | Descriere avers: Vacă alăptând vițel, spre dreapta. Descriere revers: Pătrat cu dublu motiv floral. Descriere exergă: Trăznet Legendă revers: ΔΥΡ – API – ΣTH – NOΣ                                                          | Muzeul Județean de Istorie și Artă, Zalău | Cimec    |